# Annaphila germana
Annaphila germana là một loài bướm đêm trong họ Noctuidae.